# Thomas Schwebel
Thomas Schwebel (* 1959 in Solingen) ist ein deutscher Musiker und Drehbuchautor.

## Leben
1977 gründete Schwebel zusammen mit Peter Braatz aka Harry Rag die Band S.Y.P.H., mit der er 1978 im Carschhaus in Düsseldorf seinen ersten öffentlichen Auftritt hatte. Ein weiterer Auftritt war beim ersten Mauerfestival im August 1978 im Berliner SO36, bei dem neben S.Y.P.H. auch Bands wie Male, Din A Testbild und Charley’s Girls auftraten. Am ersten Tag des Festivals traten Schwebel und Harry Rag zusammen mit Bernward Malaka und zwei Berliner Musikerinnen unter dem Namen Dub-Liners auf. Ein Teil des Programms bestand aus Medleys von bekannten Punksongs, die im Stil von Mash-Ups parallel gespielt wurden.
Das S.Y.P.H.-Konzert wurde später auf dem Album Live hier und da veröffentlicht, zwei Stücke aus dem Dub-Liners-Konzert wurden auf dem Live-Mitschnitt des Festivals veröffentlicht. Am zweiten Abend kam es nach den Konzerten zu einer Begegnung mit David Bowie und Iggy Pop, die damals in Berlin lebten und nach dem Konzert das SO36 besuchten.
Anfang 1979 stieg Schwebel bei der Band Mittagspause ein, die aus den Charley’s Girls hervorgegangen war. Dort spielte er zusammen mit Peter Hein, Franz Bielmeier und Markus Oehlen auf zahlreichen Konzerten, unter anderem in der Markthalle Hamburg beim Into-the-Future-Festival, das von Alfred Hilsberg organisiert worden war. Dazu kamen zahlreiche Auftritte in Düsseldorf im Ratinger Hof, in dem die Band auch probte, und in Berlin. Mit Mittagspause nahm Schwebel zwei Platten auf, im Frühjahr 1979 die „Doppelsingle“ Mittagspause mit elf Songs, darunter mit Ernstfall und Militürk zwei Lieder, die später auch bei den Fehlfarben auftauchten, und im Sommer 1979 die Single Herrenreiter mit dem Stück Paff, der Zauberdrache auf der B-Seite.
Ende 1979 löste sich die Gruppe auf und Schwebel gründete mit Peter Hein die Band Fehlfarben. Anfang 1981 gab es eine kurze Reunion, die in einigen Studioaufnahmen der Band mündete, die später unter dem Titel Herrenreiter auf CD veröffentlicht wurden. 1983 kam es auf Einladung der Dia-Art-Foundation in Köln zu einem letzten Konzert von Mittagspause.
Fehlfarben startete als Versuch, die britische Two-Tone-Bewegung mit Ska-Musik in Deutschland zu etablieren und nahm deswegen am Anfang auf ihrem eigenen Label Weltrekord die Single Abenteuer & Freiheit b/w Große Liebe/Maxi auf. Bei dem zweiten Titel handelt sich um eine Bearbeitung des Songs Industriemädchen von Schwebel, den dieser noch für die Band S.Y.P.H. geschrieben hatte und der in zahlreichen Versionen (unter anderem von den Toten Hosen) über die Jahre immer wieder aufgenommen wurde.
Nach zahlreichen Konzerten – unter anderem bei den Wiener Festwochen – erschien im Oktober 1980 das Debütalbum Monarchie und Alltag bei der EMI/Electrola.
Nachdem die Band das Album auf einer Tournee mit der britischen Band 999 beworben hatte, kam es zu verschiedenen Austritten: Saxofonist Frank Fenstermacher und Sänger Peter Hein verließen die Gruppe, der Gitarrist Uwe Jahnke von der Band S.Y.P.H. stieß dazu und Schwebel, der neben der Musik von Anfang an schon mit Hein die Texte der Gruppe geschrieben hatte, übernahm auch den Gesang. In dieser Besetzung spielte die Band 1981 die Single Das Wort ist draußen b/w Wie bitte was?! und das Album 33 Tage in Ketten ein. Ende 1981, nachdem auch Bassist Michael Kemner die Gruppe verlassen hatte, standen mit Monarchie und Alltag und 33 Tage in Ketten zwei Alben in den deutschen Charts.
1982 unternahm die Gruppe ihre bisher größte Tournee durch Deutschland, den Niederlanden, Österreich und die Schweiz, auf der sie mehr als 40 Konzerte spielte. Zu der Zeit stiegen die beiden Singles Ein Jahr (Es geht voran) und 14 Tage in die deutschen Charts ein. Im Anschluss nahm Schwebel mit Uwe Bauer, dem Arrangeur Matthias Keul und Jahnke das dritte Album Glut und Asche auf, das im Frühjahr 1983 erschien und der Band die besten Kritiken seit ihrem Debüt einbrachten. Glut und Asche wurde als erste deutsche Platte seit Kraftwerk im Musikexpress zur Platte des Monats gewählt und erreichte ebenfalls die deutschen Charts.
Im darauf folgenden Jahr 1984 ging Schwebel mit den Fehlfarben und dem Bassisten Hellmut Hattler auf Tournee in Deutschland und nahm das vierte Album der Band auf, dass auf Grund von Streitigkeiten mit ihrer Plattenfirma erst 1994 unter dem Titel Popmusik & Hundezucht erschien.
Ebenfalls 1984 gründete Schwebel zusammen mit dem Künstler Stoya die Band Trashmuseum, mit der er die EP If Drinking don't Kill Me, Your Memory Will aufnahm. 1985 stieß Pyrolator zu der Band und produzierte das Album I'd Rather Die Young (than Grow Old without You), auf dem sich ausschließlich Coverversionen von Songs von Nick Cave, Willie Nelson, Hildegard Knef, der The Human League und Bill Withers befinden.
1990 kam es zur ersten Reunion der originalen Fehlfarben-Besetzung und bei der WEA erschien das Album Die Platte des himmlischen Friedens. Gleichzeitig ging die Band wieder auf Tour, auf der ein erstes Live-Album entstand, das 1993 erschien.
Nachdem es im Jahr 2000 eine Goldene Schallplatte für Monarchie und Alltag gab, beschloss die Gruppe, eine neue Platte aufzunehmen und als Resultat erschien, mit der neuen Schlagzeugerin Saskia von Klitzing, 2002 das Album Knietief im Dispo, für das es überwältigend positive Reaktionen gab. Auch die anschließende Tournee mit ausverkauften Konzerten unter anderem in der Berliner Volksbühne erwies sich als großer Erfolg. Schwebel blieb bis 2006 in der Band und ist noch auf den Alben Handbuch für die Welt und 26 ½ zu hören.
Erst Ende 2016, als bei einem Festival in Düsseldorf die Band das gesamte Debütalbum aufführen wollte, stieß Schwebel wieder zu der Band dazu und begleitete sie als Gast noch bei einer Reihe von Konzerten 2017 unter anderem in Berlin, München, Düsseldorf, Köln und Hamburg.
Schwebel begann schon Ende der 1990er Jahre damit, Drehbücher zu schreiben, nachdem er mit den Fehlfarben bereits die Musik für den Debütfilm des Regisseurs Lars Becker mit dem Titel TILT beigesteuert hatte. Für Becker schrieb Schwebel zusammen mit Daniel Schwarz zwei Filme für das ZDF.
Darüber hinaus hat Schwebel hauptsächlich mit Daniel Schwarz und Xaõ Seffcheque zahlreiche Filme und Filmprojekte entwickelt, die erfolgreich im Fernsehen gezeigt wurden.
Schwebel war von 2002 bis 2005 Gastdozent an der Universität der Künste Berlin im Studiengang Sound Studies, wo er mit Carl-Frank Westermann und Holger Schulze zusammen arbeitete. Er hat außerdem zahlreiche Veröffentlichungen in Büchern hauptsächlich zu den Themen Musik beigesteuert, unter anderem in der Anthologie Rawums zusammen mit Peter Glaser (Kiepenheuer & Witsch), in dem Band Damaged Goods|Damaged Goods – 150 Beiträge zu Punk (Ventil Verlag) und in dem Buch über den Ratinger Hof von Ralf Zeigermann.

## Diskografie (Auswahl)

### Mit S.Y.P.H.
- Live hier und da – Diverse Liveaufnahmen aus der Anfangszeit der Band aus dem Jahr 1978
- Das tönende Syph-Buch

### Mittagspause (Auswahl)
- 1979: Doppelsingle – 11 Titel (erschienen bei Pure Freude)
- 1979: Herrenreiter b/w Paff 7" (erschienen bei Rondo)
- 1980: Punk macht dicken Arsch – Liveaufnahme aus der Wuppertaler Börse 1979
- Herrenreiter – Reunion 1981 zusammen mit der Herrenreiter Single
- Mittagspause – diverse Wiederveröffentlichungen der Doppelsingle als Album

### Fehlfarben (Auswahl)
- 1980: Monarchie und Alltag
- 1981: 33 Tage in Ketten
- 1982: 14 Tage – Maxi-EP mit 4 Songs
- 1983: Glut und Asche
- 1985: Keine ruhige Minute b/w Der Himmel weint – Maxi 12"
- 1991: Die Platte des himmlischen Friedens
- 1993: Live
- 1994: Popmusik & Hundezucht
- 2002: Knietief im Dispo
- 2004: Handbuch für die Welt
- 2006: 26 1/2

### Trashmuseum
- 1984: If drinking don't kill me, her memory will
- 1985: I'd rather die young (than grow old without you)

### Diverse Projekte (Auswahl)
- 1981: John Lennon EP mit Peter Hein – 4 Songs (als Not mean themselves)
- 1982: Frozen – Samplerbeitrag mit Not mean themselves zu Denk daran – Düsseldorfer Weihnachtssampler
- 1987: 1:0 St. Pauli vor – 7" mit dem Heiligengeist-Sextett

## Filmografie (Auswahl)
- 2009: Unter anderen Umständen: Auf Liebe und Tod
- 2010: Unter anderen Umständen: Tod im Kloster
- 2012: Schief gewickelt
- 2013: Wir machen durch bis morgen früh
- 2015: Unter anderen Umständen: Das verschwundene Kind
- 2016: Kommissarin Lucas – Schuldig
- 2016: Der Kriminalist – Ihr letzter Hit
- 2017: Kommissarin Lucas – Familiengeheimnis
- 2018: Stralsund: Waffenbrüder
- Tilt – von Lars Becker
- Das Kartenhaus
- Squaredance in Thüringen
- Der Bananenkönig